# Boris Giuliano
Pour les articles homonymes, voir Giuliano.
Giorgio Boris Giuliano (né le 22 octobre 1930 à Piazza Armerina, dans la province d'Enna, en Sicile et mort assassiné par la mafia à Palerme le 21 juillet 1979) est un policier italien, chef de la brigade mobile de Palerme.

## Biographie
Le commissaire Giuliano était un enquêteur brillant et déterminé. Il a dirigé la squadra mobile de Palerme avec beaucoup d'efficacité durant les années pendant lesquelles Palerme était dominé par Cosa Nostra. Tous les observateurs s'accordent à dire que les succès qu'il a obtenus sont exceptionnels. Enquêteur charismatique, policier à l'ancienne, mais aux idées modernes, le commissaire Boris Giuliano était surnommé le « shérif » par ses hommes. À cause de son aversion pour l'injustice et aussi à cause du séjour de perfectionnement qu'il avait passé aux États-Unis, au sein du FBI. Grâce à cela, il avait noué des liens d'amitié avec des agents du FBI et de la DEA. Ce qui lui permit de créer des synergies importantes dans sa lutte contre le trafic de drogue international. Le commissaire Giuliano tenta d'alarmer les politiciens siciliens lorsqu'il affirma que Palerme était devenue la plaque tournante du trafic de drogue (ce qui fut appelé le « théorème Giuliano »). Malheureusement, ses demandes pour avoir plus de moyens restèrent vaines.
Boris Giuliano a été le premier policier à s'intéresser aux comptes bancaires des criminels mafieux.
L'efficacité avec laquelle il enquêtait sur les crimes de Cosa Nostra ne pouvait plus durer. Les parrains décidèrent de l'éliminer.

## Assassinat
Le commissaire Giuliano a été assassiné au matin du 21 juillet 1979 par le Corleonais Leoluca Bagarella. Le mafioso assassine Boris Giuliano alors qu'il commandait un café dans son bar habituel, le bar Lux via Francesco Di Blasi, le dos tourné à l'entrée, en l'abattant de sept balles avant de s'enfuir. L'assassinat de Boris Giuliano a provoqué la stupeur dans la population palermitaine qui appréciait ce policier juste et loyal.

## Hommages audiovisuels
Trois œuvres audiovisuelles ont mis en scène Boris Giuliano. En 2013, le film italien La mafia tue seulement en été écrit, réalisé et interprété par Pierfrancesco Diliberto (dit Pif) fait apparaître le rôle de Giuliano, interprété par Roberto Burgio, dans la lutte contre la mafia sicilienne. Il devient le sujet principal de la série italienne Un poliziotto a Palermo (2016) de Ricky Tognazzi qui présente la vie et l'action de Giuliano interprété par Adriano Giannini. La même année, il est à nouveau un élément important de la série La mafia tue seulement en été (2016), toujours écrite par Pierfrancesco Diliberto et réalisée par Luca Ribuoli, où, interprété par l'acteur Nicola Rignanese, il est un confident, un ami et un guide pour le jeune Salvatore, le narrateur de l'histoire, qui raconte sa vie familiale dans la société palermitaine gangrénée par la mafia.

## Descendance
Son fils Alessandro Giuliano (it), né en 1967, avait douze ans au moment du meurtre de son père et est également devenu policier. Il s'est fait remarquer notamment grâce à l'arrestation du tueur en série de Padoue, Michele Profeta et dirige la direction centrale anticriminelle depuis 2023.  
Sa fille, Selima Giorgia Giuliano, est surintendante du patrimoine culturel de Palerme depuis 2021. 